# Joan Jett
Joan Jett, eg. Joan Marie Larkin, född den 22 september 1958 i Wynnewood, en förort till Philadelphia, Pennsylvania, är en amerikansk gitarrist, sångare och skådespelare. Hon blev först känd i mitten av 1970-talet genom rockbandet The Runaways. Jett blev tillsammans med The Blackhearts år 2015 invald i Rock and Roll Hall of Fame.

## Biografi
Joan Jett föddes i Philadelphia men flyttade senare till Hollywood i Los Angeles, där hon, fortfarande i tonåren, väckte uppmärksamhet som gitarrist, huvudsaklig låtskrivare och en av sångerskorna i The Runaways, ett pre-punk/hårdrockband bestående av enbart tonåriga tjejer. De fick en hit med låten "Cherry Bomb".
Den tidigare ledsångerskan Cherie Currie lämnade bandet, och Joan Jett tog över rollen som första sångerska och förgrundsfigur. Gruppen var populärare i Japan än i USA. Förutom Jett och Cherie Currie (sång) bestod gruppen genom åren av Lita Ford (gitarr, sång), Sandy West (trummor, sång, dog i lungcancer 21 oktober 2006), Michael Steele (sång, basgitarr), Peggy Foster (basgitarr), Jackie Fox (basgitarr), Vicki Blue (basgitarr), Laurie McAllister (basgitarr).
Efter att The Runaways upplöstes 1979 producerade Jett ett album åt Los Angeles-punkbandet The Germs och gav sig sedan på en solokarriär. Hon har gjort många kända hits som bland andra "Bad Reputation", "I Hate Myself For Loving You", "Do You Wanna Touch Me" och "I Love Rock 'N' Roll" med sitt band Joan Jett and the Blackhearts.
I filmen The Runaways från 2010 spelas Jett av Kristen Stewart, som liksom hon själv är vegetarian.

## Diskografi

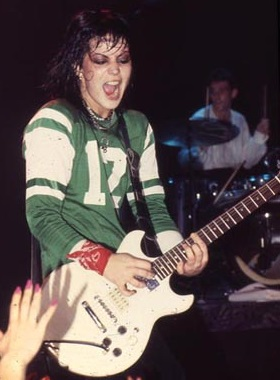
Joan Jett under 1980-talet.

Studioalbum som Joan Jett
- 1980 – Joan Jett
- 1981 – Bad Reputation
- 1990 – The Hit List

Studioalbum som Joan Jett & the Blackhearts
- 1981 – I Love Rock 'N' Roll
- 1983 – Album
- 1984 – Glorious Results of a Misspent Youth
- 1986 – Good Music
- 1988 – Up Your Alley
- 1991 – Notorious
- 1994 – Pure and Simple
- 2004 – Naked
- 2006 – Sinner
- 2013 – Unvarnished

Singlar på Billboard Hot 100
- 1982 – "I Love Rock 'n' Roll (#1)
- 1982 – "Crimson and Clover" (#7)
- 1982 – "Do You Wanna Touch Me" (#20)
- 1983 – "Everyday People" (#37)
- 1983 – "Fake Friends" (#35)
- 1986 – "Good Music" (#83)
- 1987 – "Light of Day" (som The Barbusters) (#33)
- 1988 – "I Hate Myself for Loving You" (#8)
- 1988 – "Little Liar" (#19)
- 1990 – "Dirty Deeds" (#36)

Albumsamarbeten
- 1995 – Evil Stig (med The Gits)